# Piazza Palazzo di Città
Piazza Palazzo di Città è una piazza di Torino sita nel centro storico cittadino, in corrispondenza della parte centrale del Quadrilatero Romano, e ospita il Palazzo Civico, sede dell'amministrazione comunale torinese.
Nota anche come l'antica "Piazza delle Erbe", è collegata alla vicina Piazza Corpus Domini ed è attraversata da Via Milano, che ha inizio dalla vicina Via Garibaldi, proseguendo in asse la Via San Francesco d'Assisi. Oggi ospita periodicamente alcune bancarelle di prodotti agroalimentari.

## Storia

Palazzo Civico di Torino

L'area urbana su cui sorge l'attuale piazza aveva una certa importanza già in epoca romana, in quanto si ritiene che la sua pianta rettangolare coincida con le dimensioni del forum dell'antica Iulia Augusta Taurinorum, comprendendo anche la vicina piazzetta del Corpus Domini. Esso sorgeva, come consuetudine, in corrispondenza dell'incrocio del decumanus maximus (ovvero l'attuale via Garibaldi) e del cardo maximus (l'attuale via Porta Palatina).
A ulteriore conferma fu la permanente vocazione commerciale della piazza nel corso dei secoli e, durante il periodo medievale, fu suddivisa in due spazi, ancora oggi riconoscibili: Piazza delle Erbe, appunto, e la vicina Piazza del Grano (l'attuale piazza Corpus Domini).

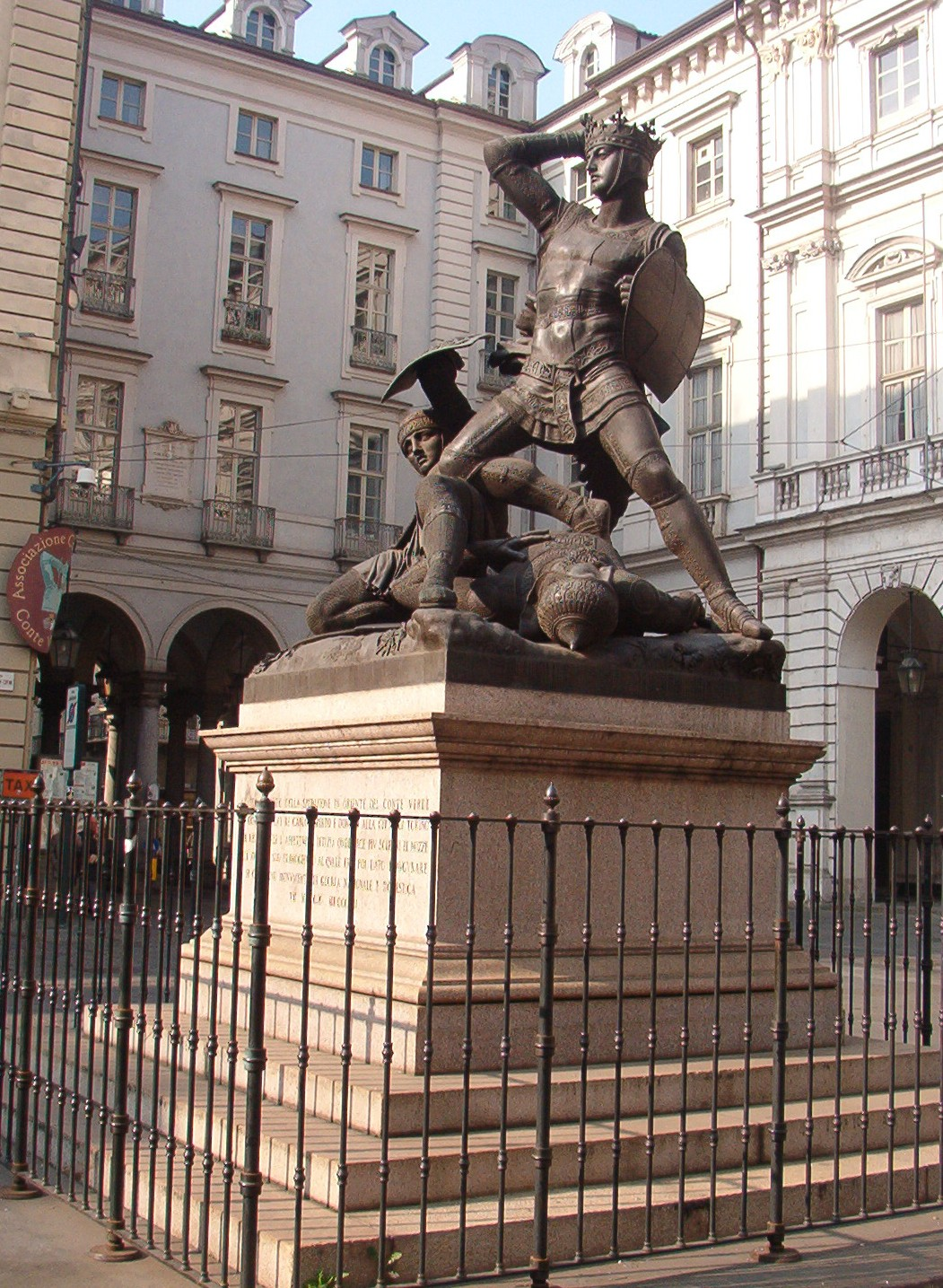
Statua del Conte Verde e il Moro (Pelagio Palagi, 1853)

Nel corso del XVII secolo, la piazza fu interessata dal piano di trasformazione della città, vedendo la realizzazione del Palazzo Civico ad opera dell'architetto ducale Francesco Lanfranchi, il cui ingresso è presidiato ai lati dalle due imponenti statue di Eugenio di Savoia e di Ferdinando di Savoia, duca di Genova.
Altre piccole piazze satelliti, destinate ad altri generi alimentari, furono cancellate dall'espansione barocca, tuttavia, una di queste, la piazza del Burro, fu inglobata nel Settecento dallo stesso Palazzo Civico, dando il nome ad uno dei cortili d'onore dell'edificio, ovvero la Corte del Burro.
Nel 1756, fu realizzato l'elegante porticato che costeggia la piazza, su progetto di Benedetto Alfieri che schermò lo sfociare di quel dedalo di viottoli medievali creato dalle abitazioni circostanti e mantenendo, di fatto le piccole due aperture pedonali sulla retrostante via Conte Verde.
Nel 1853, fu collocato l'imponente monumento dedicato al Conte Verde, opera dell'architetto Pelagio Palagi e dono di Carlo Alberto di Savoia al Comune dopo matrimonio del figlio con la Principessa di Lorena. Il bronzeo monumento ritrae Amedeo VI di Savoia, detto il Conte Verde (per il colore delle sue armi e del suo abbigliamento durante le esercitazioni) che sottomette un soldato Moro, in ricordo delle guerre d'Oriente (1358-1372 circa) contro Bulgari e Turchi, e rivendicando così il trono dell'impero bizantino.
Nel 1995, i lavori di restauro della piazza interessarono il monumento e confermarono la presenza sottostante di una lastricatura di epoca romana.

## Descrizione
A pianta rettangolare, la piazza è caratterizzata dalla sua simmetria e sobrietà. L'elegante sistema di portici di Benedetto Alfieri, che ben si raccorda con il prospetto del Palazzo Civico, è scandito da archi a tutto sesto sorretti da pilastri binati.